# Renaissanceschloss Großmühlingen

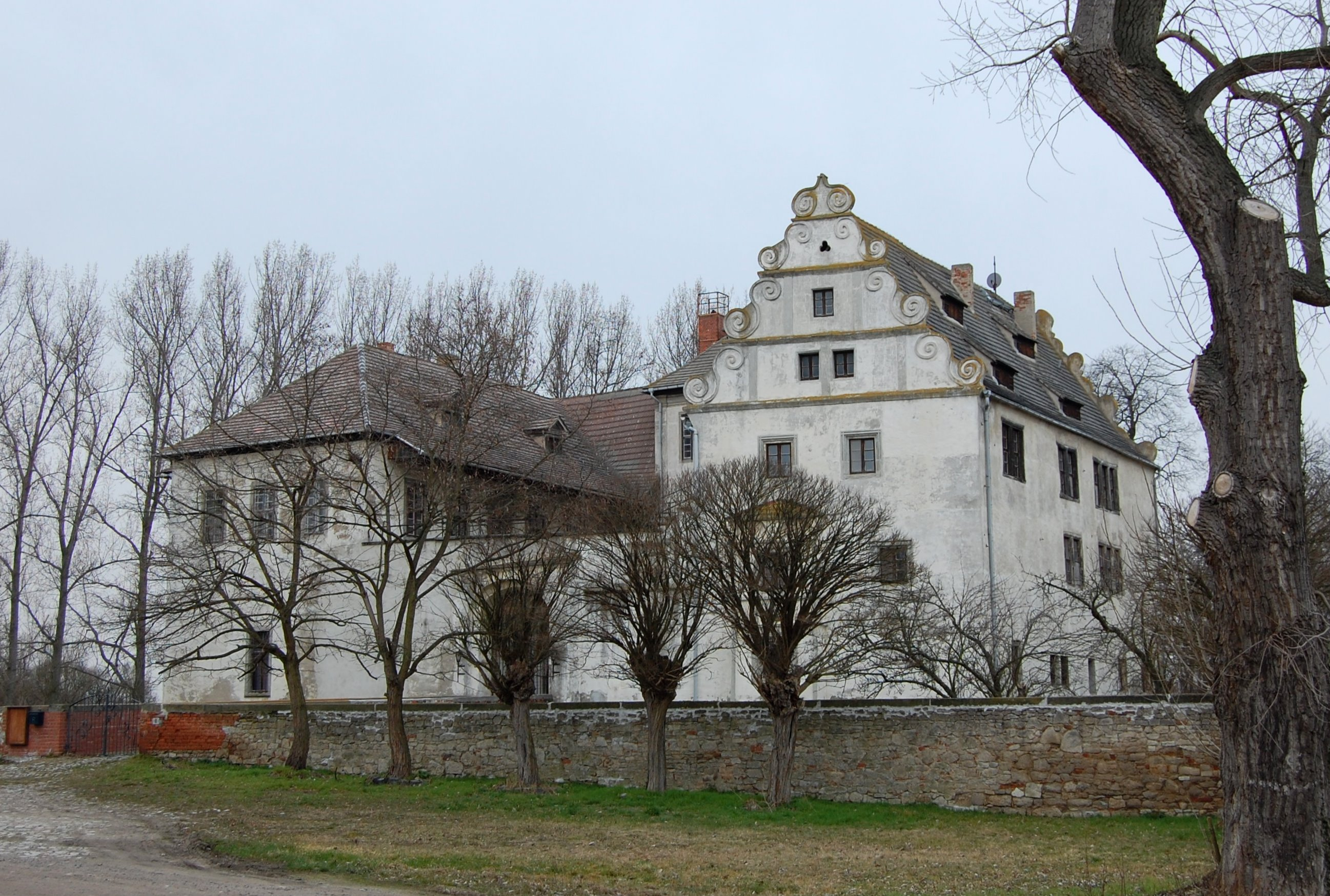
Schloss Großmühlingen

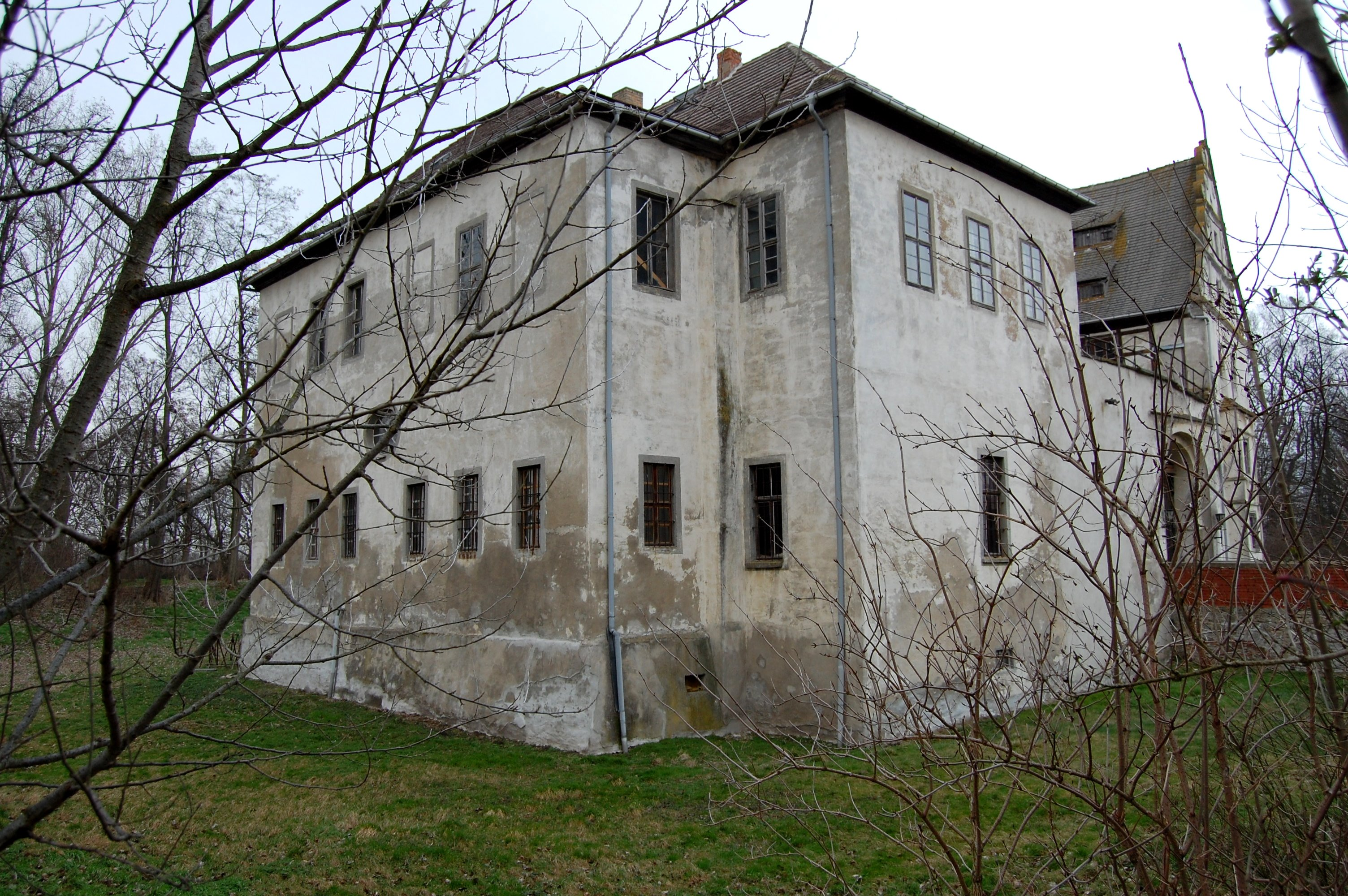
Blick über den trockengelegten Schlossgraben von Südwesten

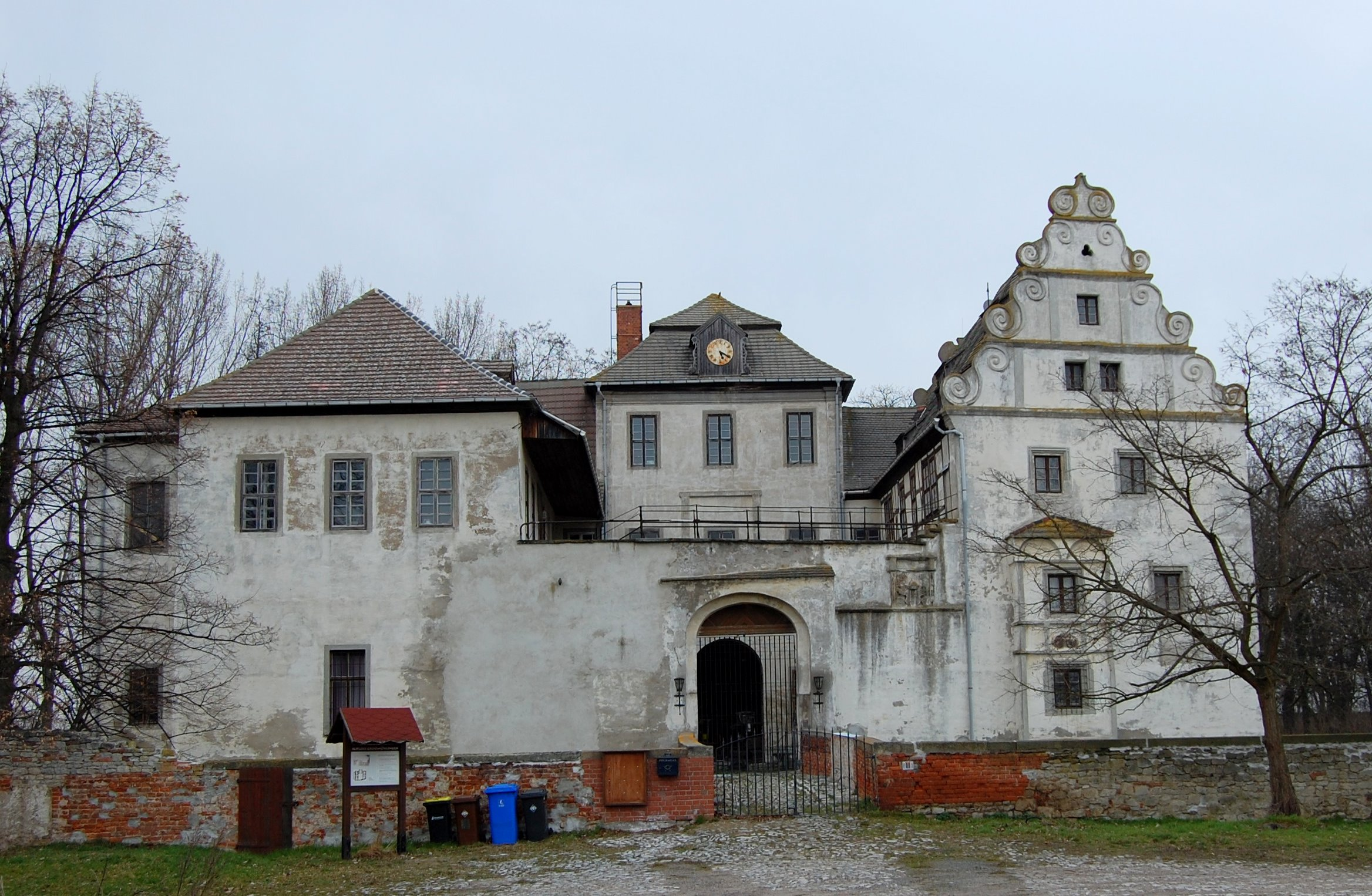
Blick von Süden

Das Renaissanceschloss Großmühlingen ist ein Schloss in der Ortschaft Großmühlingen in Sachsen-Anhalt.

## Geschichte
Eine Niederungsburg gab es an dieser Stelle vermutlich bereits seit dem 12. Jahrhundert. Möglicherweise gab es auch noch ältere Vorgängerbauten. Die erste urkundliche Erwähnung stammt aus dem Jahr 1318. Sie wurde jedoch durch den Magdeburger Erzbischof Burchard III. im Zuge einer Fehde mit den Askaniern zerstört. Es wird vermutet, dass sich Eike von Repgow zwischen 1219 und 1233 mehrfach in der Burg aufhielt und hier Teile des Sachsenspiegels schrieb. Der Wiederaufbau erfolgte im Auftrage des Albrecht Grafen von Arnstein mit Hilfe Magdeburger Bürger.
Die heutige Erscheinungsform als Schloss im Stil der Renaissance geht auf von Graf Wolfgang I. um 1530 veranlasste Bauten zurück. Ab 1531 diente das Schloss als Residenz der Grafen von Barby. 1585 wurde der Westflügel, vermutlich durch einen Brand, stark beschädigt. Die Neuausstattung erfolgte dann durch Wolfgang II. Im Jahr 1602 wurde der im Untergeschoss befindliche, mit einem Netzrippengewölbe versehene, Rittersaal mit Stuckreliefs versehen. Während des Dreißigjährigen Kriegs wurde das Schloss von Truppen Gottfried Heinrich zu Pappenheims schwer verwüstet. Damit endete die Zeit als Residenz der Grafen von Barby.
1669 ließ Fürst Anton Günther von Anhalt-Zerbst die Gebäude als seinen Wohnsitz neu errichten. Der Nordflügel des Schlosses, das so genannte Stiegenhaus, wurde vom 16. bis 18. Jahrhundert vom Schlosshauptmann bewohnt, der das Kommando über 20 bis 30 Schlosssoldaten führte. Von 1705 bis 1714 wurde der pavillonartige Mittelbau errichtet, womit eine Umgestaltung des Gesamtbildes mit Einflüssen im Stil des Barocks verbunden war.
1797 wurde das Schloss in einen Amtssitz umgewandelt. Der zunächst weiter bestehende, wassergefüllte Schlossgraben wurde 1875 trockengelegt. Eine Rekonstruktion der Gebäude fand in den Jahren von 1981 bis 1993 statt.

## Heutiger Zustand
Seit 1994 befindet sich das Schloss im Privatbesitz und wurde vorübergehend als Haus der freien Berufe genutzt. Es fanden Konzerte und Ausstellungen statt. Seit 2014 steht das Gebäude leer und wird zum Verkauf angeboten, bisher (Mai 2020) ohne Erfolg, so dass es inzwischen „mehr oder weniger verfallen“ wirkt.

## Architektur
Das Schloss ist eine kleine dreiflügelige Anlage. Ein sehr enger Hof wird nach Süden von einer Mauer mit Tordurchfahrt abgeschlossen. Durch das Tor gelangt man über den ehemaligen Schlossgraben. Westlich, nördlich und östlich des Hofs erstrecken sich asymmetrisch die Gebäudeflügel. Ost- und Westflügel stehen parallel zueinander. An der Hofnordseite befand sich ursprünglich eine hölzerne Galerie.
Die Untergeschosse des West- und Ostflügels verfügen über Kreuzrippengewölbe aus der Zeit vor der Mitte des 16. Jahrhunderts. Die Obergeschosse werden auf Anfang des 17. Jahrhunderts datiert. Dort befindet sich eine hölzerne Galerie mit Balusterbrüstung. Die Südgiebel der Seitenschiffe waren als prächtige Volutengiebel gestaltet, der des östlichen Flügels ist erhalten.
Bemerkenswert ist das mit einer Ornamentik im Stil der Frührenaissance versehene Rundbogenportal vom Hof zum Westflügel. Dort befinden sich auch Portraitsmedaillons aus dem Jahr 1540 des Grafen Wolfgang von Barby und seiner Frau Agnes von Mansfeld sowie ihre auf 1531 datierten Wappen. Der im Westflügel befindliche Rittersaal ist seit 1602 reich mit Stuckaturen sowohl an den Wänden als auch an der Decke ausgestattet. Hier sind zwischen Engelsköpfen und Girlanden Jagdszenen abgebildet.
In der Umgebung des Schlosses befinden sich noch einige alte Wirtschaftsgebäude.